# Kehidakustány
Kehidakustány ist eine ungarische Gemeinde und Kurbad im Kreis Zalaszentgrót im Komitat Zala.

## Geografische Lage
Kehidakustány liegt 19 Kilometer östlich des Komitatssitzes Zalaegerszeg und 11 Kilometer südlich der Kreisstadt Zalaszentgrót in einer Ebene zu beiden Seiten des Flusses Zala, über den zwei Brücken die Ortsteile verbinden. Nachbargemeinden sind Kallósd, Zalaszentlászló, Zalaköveskút, Nemesbük und Zalacsány.

## Geschichte
In der Vergangenheit war die Stelle geeignet zur Durchquerung des Flusses. Daher entstanden zu beiden Seiten des Flusses Siedlungen, nämlich Kehida am westlichen Ufer und Kustány am östlichen. Die Eisenbahn erreichte den Ort im Jahr 1895. Im Jahr 1977 wurden die Dörfer Kehida und Kustány zur Verbandsgemeinde Kehidakustány zusammengefasst.

### Kehida
Der Ort ist seit der Bronzezeit besiedelt. Später ließen sich dort Kelten und Awaren nieder. Im Jahr 1232 wurde der Ort zum ersten Mal erwähnt, 1588 von den Türken zerstört. In Kehida lebte Ferenc Deák, der dort ein Landgut besaß.

### Kustány
Kustány wurde 1275 zum ersten Mal erwähnt. Im Jahr 1554 wurde eine kleine Festung errichtet, die bereits vier Jahre später von den Türken zerstört wurde. Im Jahr 1678 erhielt der Ort das Zollrecht.

## Sehenswürdigkeiten
- Deák-Landhaus (Wohnsitz von Ferenc Deák 1808–1854), heute Museum
  - Deák-Büste vor dem Landhaus, erschaffen 1928 von György Zala
- Denkmal für die Opfer der Weltkriege und des Ungarischen Volksaufstands 1956, erschaffen von Rózsa Senkóné Bazsika
- Ehemalige Königlich Ungarische Ferenc-Deák-Landwirtschaftsschule
- Heil- und Thermalbad
- Heimatmuseum (Tájház)
- Kirchenruine, im Ortsteil Kustány
- Nepomuki-Szent-János-Statue
- Römisch-katholische Kirche Gyümölcsoltó Boldogasszony, ursprünglich im 15. Jahrhundert erbaut, 1756 im barocken Stil erweitert
- Römisch-katholische Friedhofskapelle Szent Miklós aus dem 13. Jahrhundert
- Römisch-katholischer hölzerner Glockenturm, im 19. Jahrhundert erbaut und 1987 teilweise restauriert

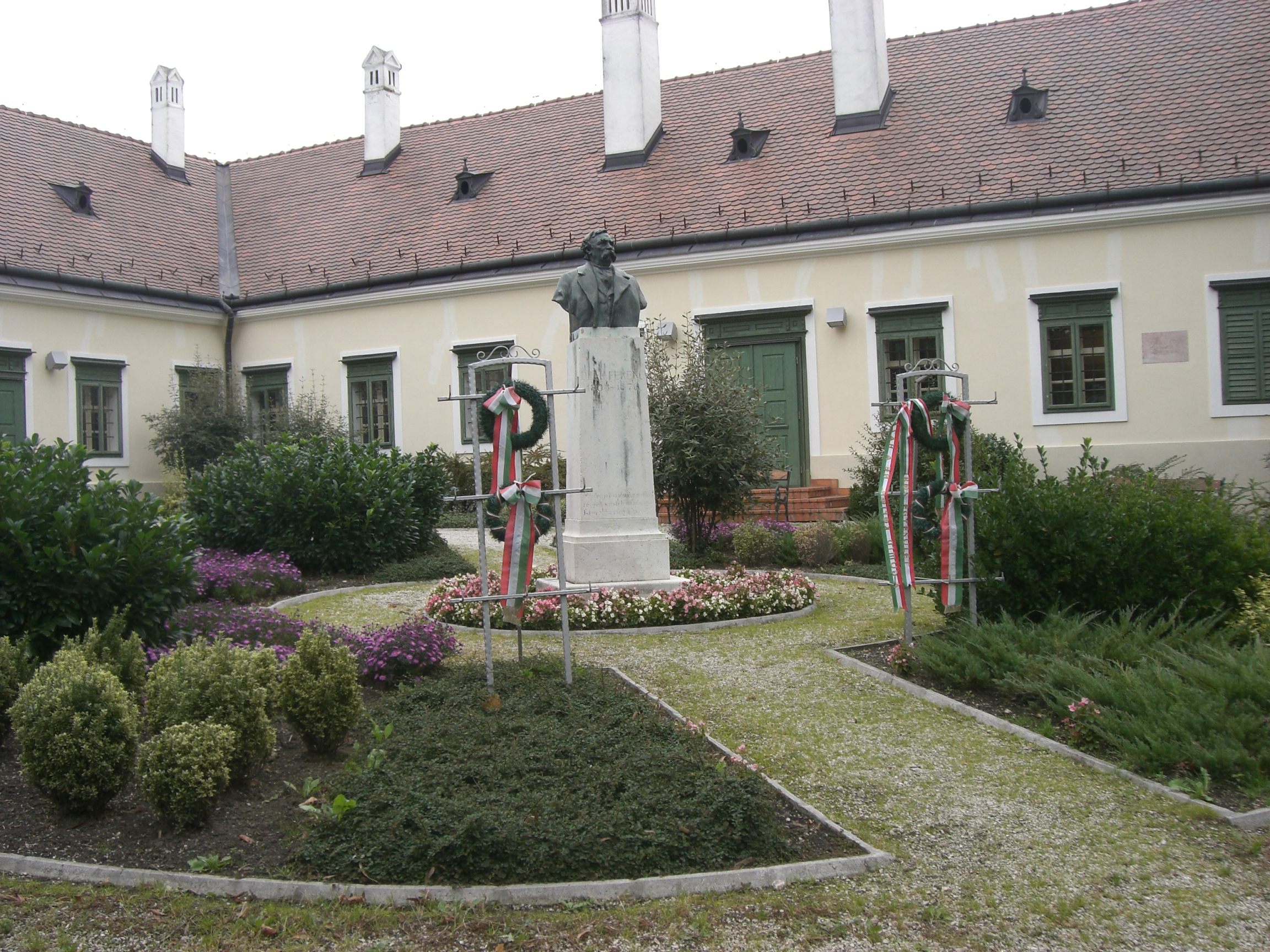
Deák-Landhaus und Deák-Büste
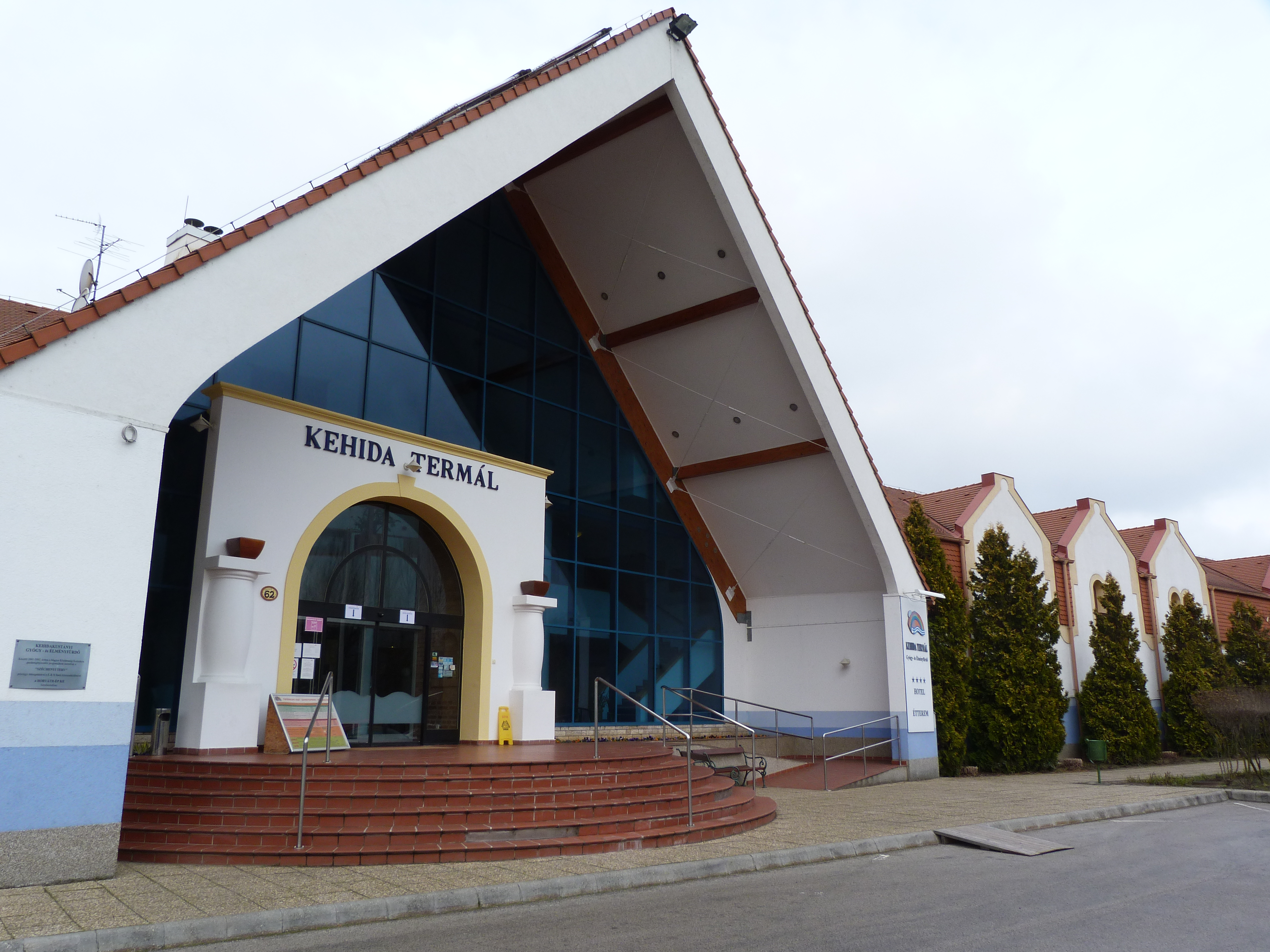
Eingang zum Bad
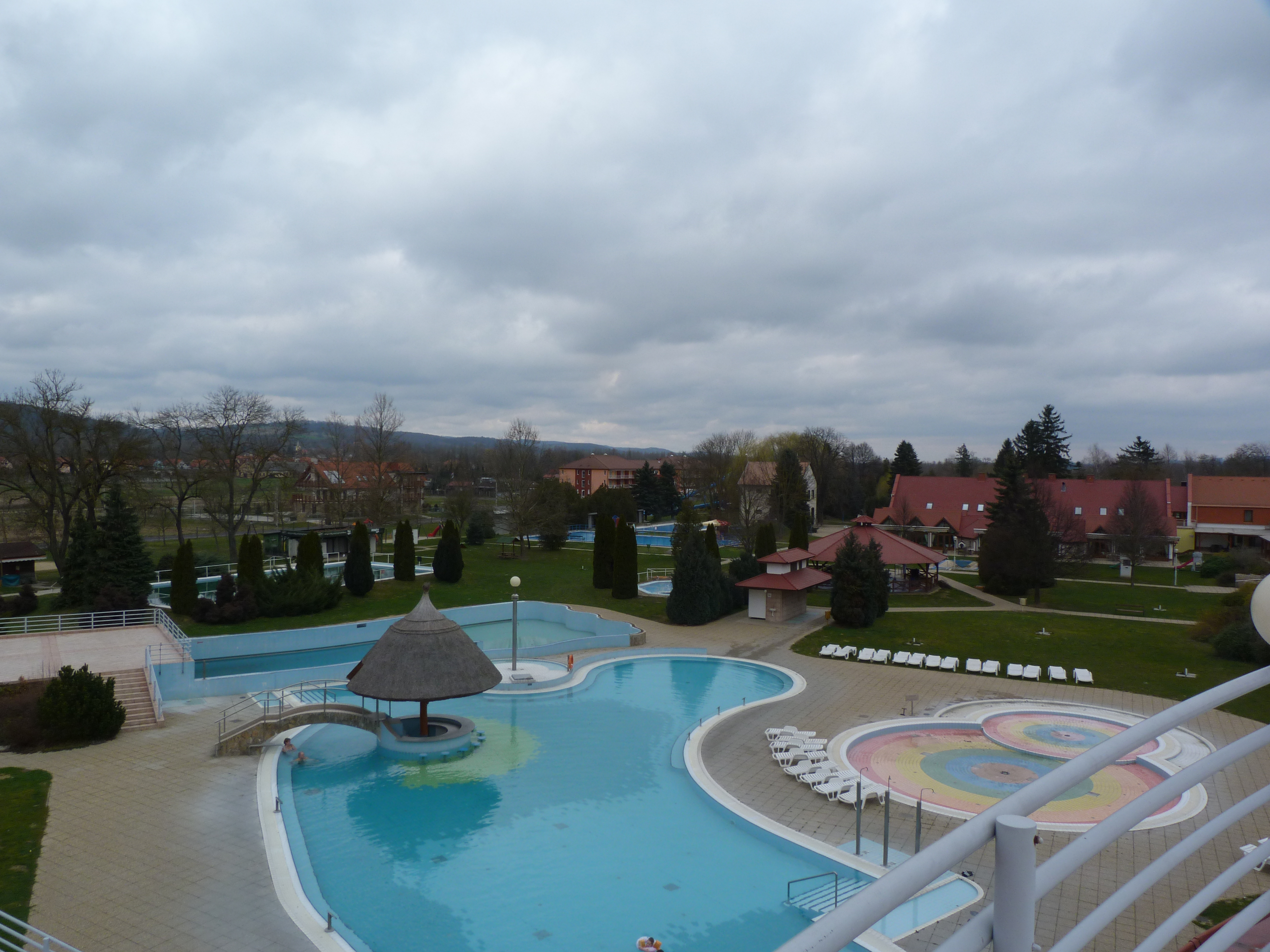
Heil- und Thermalbad
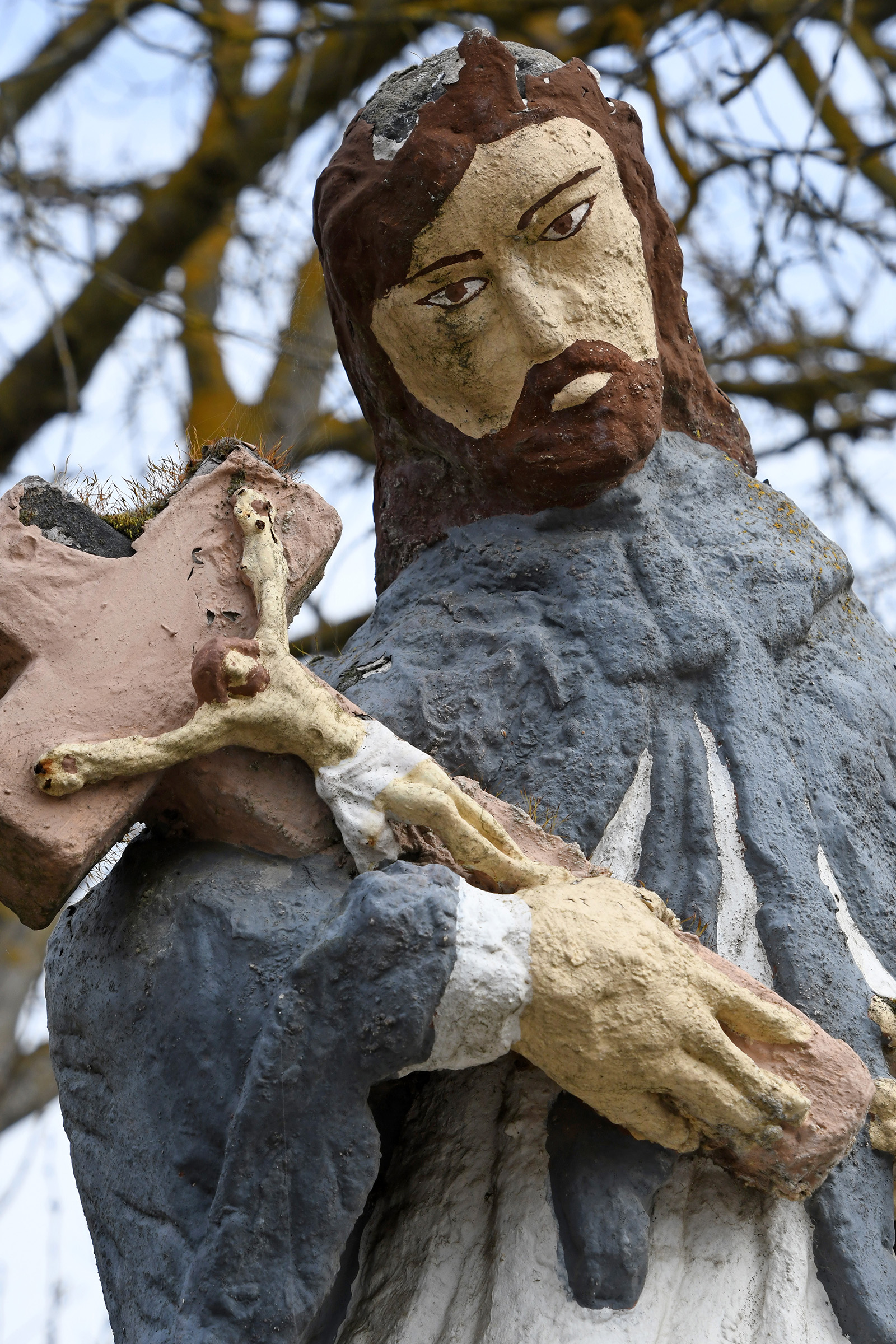
Nepomuki-Szent-János-Statue

## Verkehr
Durch Kehidakustány verlaufen die Landstraßen Nr. 7335, Nr. 7352 und Nr. 7355. Es bestehen Busverbindungen nach Zalaszentgrót sowie nach Zalacsány und weiter nach Hévíz und Keszthely, wo sich der nächstgelegene Bahnhof befindet.